# Wegener (Mondkrater)
Wegener ist ein Mondkrater auf der Mondrückseite. Er wurde 1970 nach dem deutschen Meteorologen und Geowissenschaftler Alfred Wegener benannt.
| Buchstabe | Position            | Durchmesser | Link |
| --------- | ------------------- | ----------- | ---- |
| K         | 43,17° N, 112,25° W | 31 km       |      |
| W         | 47,17° N, 116,5° W  | 52 km       |      |